# Gallargues-le-Montueux
Gallargues-le-Montueux là một xã trong tỉnh Gard thuộc vùng Occitanie, phía nam nước Pháp. Xã Gallargues-le-Montueux nằm ở khu vực có độ cao trung bình 50 mét trên mực nước biển.